# 랴오닝방송
랴오닝방송(중국어 간체 辽宁广播电视台, 번체 遼寧廣播電視台, 약칭 LRTV)은 중화인민공화국 랴오닝성 셴양에 위치한 방송국이다. 1959년 10월 1일에 개국했으며 중국에서 가장 이른 시기에 개국했던 방송국들 중 하나이다. 9개의 라디오 채널과 10개의 TV채널을 가지고 있다. 18 LNVOD는 랴오닝성 시청자를 대상으로 한 것이며, 6개의 유료 채널은 전국 시청자들을 대상으로 한다. 랴오닝 방송은 북경어 방송만 한다.